# Estmob
Estmob是一家總部位于韓國首爾特別市的企業，也是對等網路文件传输軟件SendAnywhere的開發商 。

## 概述
2012年7月，ESTsoft前員工覺得在各种设备之间传输文件非常不方便，於是他創立了Estmob並且開發出跨設備文件傳輸軟件SendAnywhere。
2014年5月，樂天的风险投资部门向其注資100万美元。Estmob又于2016年1月筹集了600万美元 ，2019年又筹集了300万美元 。
截至2016年1月，照片是传输最多的文件，占SendAnywhere總傳輸量的43%。韩国是Estmob最大的市场（26%），其次是美国（19%）、日本（9%）、印度（6%）和英国（3%）。
2019年，該企業在日本成立分公司 。
2021年10月，樂天移動收購Estmob。